# Peruzzi
Peruzzi je priimek v Sloveniji in tujini. Po podatkih Statističnega urada Republike Slovenije je na dan 1. januarja 2010 v Slovenjiji uporabljalo ta priimek 20 oseb.  
- Franc Peruzzi (1824—1899), učitelj in arheolog
- Ivo Peruzzi (1853—1945), književnik
- Majda Peruzzi, ilegalka (OF) v Ljubljani
- Mario Peruzzi, ilustrator/risar
- Martin Peruzzi (1835—1900), politik in posestnik, najditelj in pobudnik raziskovanja kolišč na Barju
- Stanislav Peruzzi (1892—1966), inž. gadbeništva, srednješolski prof.
- Svitoslav Peruzzi (1881—1926), kipar
- Uroš Peruzzi (*1979), hokejist

## Tuji nosilci priimka
- Angelo Peruzzi (*1970), italijanski nogometaš
- Baldassare Peruzzi (1481—1537), italijanski arhitekt in slikar
- Giovanni Sallustio Peruzzi (?—1573), italijanski arhitekt
- Mario Peruzzi (1875 – 1955), italijansko-ameriški podjetnik, tovarnar
- Ubaldino Peruzzi (1822 – 1891), italijanski politik